# 吳瀚 (明朝)
吳瀚（1486年—1550年），字受夫，号耐菴，河南河南衛（洛陽）軍籍，南直隸蘇州府吳縣（今江蘇蘇州市）人，明朝政治人物。

## 生平
成化二十二年（1486年）丙午六月廿八日生，正德八年（1513年），吳瀚與弟吳瀛同中癸酉科河南乡试，正德十六年（1521年）又同舉進士，授南京山西道監察御史。曾上疏論中官廖鵬罪，後者受到重罰，輿論為之稱快。后升任江西按察僉事，嘉靖十一年（1532年）二月升湖广布政使司辰沅道右参议，十四年二月升陕西按察副使，整饬延安兵备。十七年二月，升陕西行太仆寺卿。十八年九月，升山西按察使。二十年升山西右布政使，轉左布政。二十二年（1543年）五月，升为应天府府尹，十月，升都察院右副都御史、巡抚保定兼提督紫荆等关。二十三年四月，南京御史包孝论劾巡抚辽东都御史孙禬、巡抚保定都御史吴瀚俱不职，吏部覆禬已奉钦依留用，瀚任未久而三关防御或非所长，得旨：禬留用，瀚回籍听调。嘉靖二十九年去世，享年六十五。

## 家族
其先吴人，明初曰阿演翁者，以从戎隶河南卫，遂家于洛阳。曾祖吴成，祖吴兴，父吴全，俱以行谊闻于乡，赠中大夫陕西行太仆寺卿。母李氏，贈淑人。吴瀚生二子：长子吴三乐，领乡解，第进士，改翰林庶吉士，历官驾部郎中；次子吴三聘，举人。孙男：吴本善、吴本德。